# Горскино (Свердловская область)
Горскино — село в Талицком городском округе Свердловской области, Россия.

## Географическое положение
Село Горскино муниципального образования «Талицкого городского округа» Свердловской области находится на расстоянии 42 километров (по автотрассе в 45 километрах) к югу от города Талица, на правом берегу реки Беляковка (левый приток реки Пышма). В окрестностях села, в 1,5 километрах на восток-юго-восток расположен ботанический природный памятник — болото Савватеевский Рям.

## Николаевская единоверческая церковь
1864 году была построена деревянная, однопрестольная единоверческая церковь, которая была освящена во имя святого Николая, архиепископа Мирликийского 16 июня 1864 года. Церковь была закрыта в 1935 году.

## Население
| 1873 | 2002 | 2010 | 2021 |
| ---- | ---- | ---- | ---- |
| 499  | ↘338 | ↘237 | ↘146 |